# Луций Юний Силан
Вижте пояснителната страница за други личности с името Юний Силан.
Луций Юний Силан (на латински: Lucius Iunius Silanus) e политик на ранната Римска империя. От 22 г. той е фламин (flamen Martialis). През 26 г. е суфектконсул заедно с Гай Велей Тутор.